# Олтень (комуна)
Олтень, Олтені (рум. Olteni) — комуна у повіті Телеорман в Румунії. До складу комуни входять такі села (дані про населення за 2002 рік):
- Олтень (2087 осіб) — адміністративний центр комуни
- Перій-Броштень (1326 осіб)

Комуна розташована на відстані 70 км на південний захід від Бухареста, 23 км на північ від Александрії, 118 км на схід від Крайови.

## Населення
За даними перепису населення 2002 року у комуні проживали 3413 осіб.
Національний склад населення комуни:
| Національність | Кількість осіб | Відсоток |
| -------------- | -------------- | -------- |
| румуни         | 3273           | 95,9%    |
| цигани         | 140            | 4,1%     |

Рідною мовою назвали:
| Мова      | Кількість осіб | Відсоток |
| --------- | -------------- | -------- |
| румунська | 3349           | 98,1%    |
| циганська | 64             | 1,9%     |

Склад населення комуни за віросповіданням:
| Релігія        | Кількість осіб | Відсоток |
| -------------- | -------------- | -------- |
| православні    | 3347           | 98,1%    |
| лютерани       | 55             | 1,6%     |
| баптисти       | 9              | 0,3%     |
| греко-католики | 2              | 0,1%     |